# モントルイユ＝アン＝オージュ
モントルイユ＝アン＝オージュ（仏: Montreuil-en-Auge）は、フランスのノルマンディー地域圏、カルヴァドス県に属するコミューン。人口は2007年時点で48人と、カンブルメール小郡のなかで最も少ない。

## 地理
県都カーンから東に30km、リジューから西へ13kmほどいった丘陵地に位置する。集落はほとんどなく、田園地帯に家屋が散らばるいわゆる散居村。丘と丘の谷間をモントルイユ川、グランドゥエ川などの河川が流れる。北でレオパルティ、東でラ・ロック＝ベナール、南でカンブルメールなどのコミューンと接している。

## 行政
- 首長 - グザヴィエ・シャルル（Xavier Charles、無所属、2008年3月から） 前首長の末っ子。選任されたときはまだ学生であった
- 前首長 - ジェラール・シャルル（Gérard Charles、無所属、1983年から2008年3月まで）

## 人口の推移[1]
| 1962年 | 1968年 | 1975年 | 1982年 | 1990年 | 1999年 | 2006年 | 2007年 |
| ------ | ------ | ------ | ------ | ------ | ------ | ------ | ------ |
| 58     | 51     | 40     | 42     | 42     | 53     | 49     | 48     |